# 玉置口村
玉置口村（たまきぐちむら）は、和歌山県東牟婁郡にあった村。現在の新宮市熊野川町玉置口・熊野川町嶋津にあたる。

## 地理
紀伊半島南部の山間部に位置していた。北山村と同様に新宮との結びつきが強かったため、単体の市町村として和歌山県に属しながら周辺を奈良県と三重県に囲まれていた飛地であった。
- 河川：北山川

## 歴史
- 1889年（明治22年）4月1日 - 町村制の施行により、嶋津村・玉置口村の区域をもって発足。九重村と町村組合を結成し、同村内に組合役場を設置。
- 1956年（昭和31年）9月30日 － 小口村・三津ノ村・九重村および敷屋村の一部（大字西敷屋・東敷屋・篠尾）と合併して熊野川町が発足。同町の飛地となる。同日玉置口村廃止。

## 名所・旧跡・観光スポット・祭事・催事
- 瀞峡
- 瀞八丁

## 関連事項
- 和歌山県の廃止市町村一覧
- 飛地